# エクセター空港

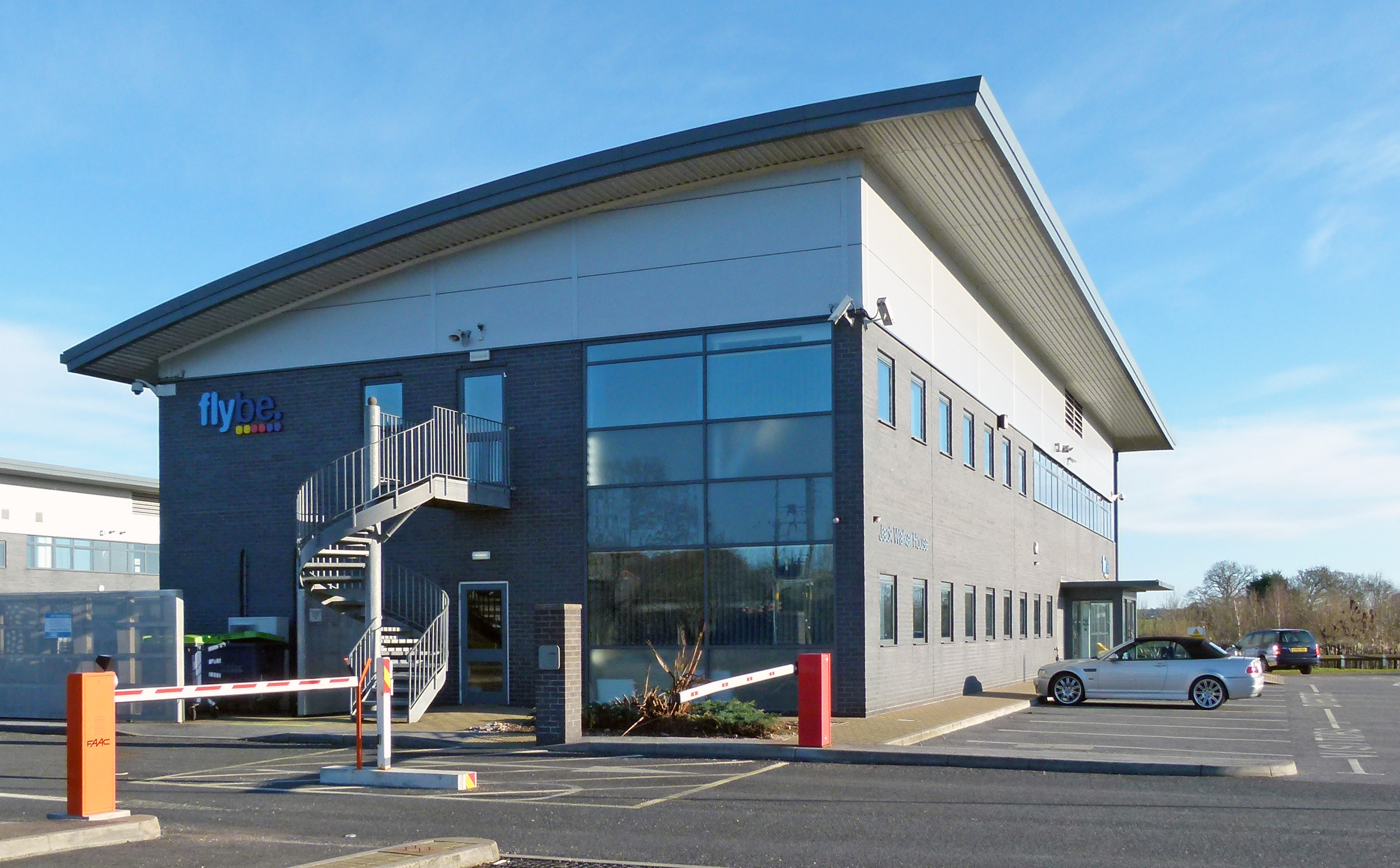
ハウス、エクセター空港のフライビー本社

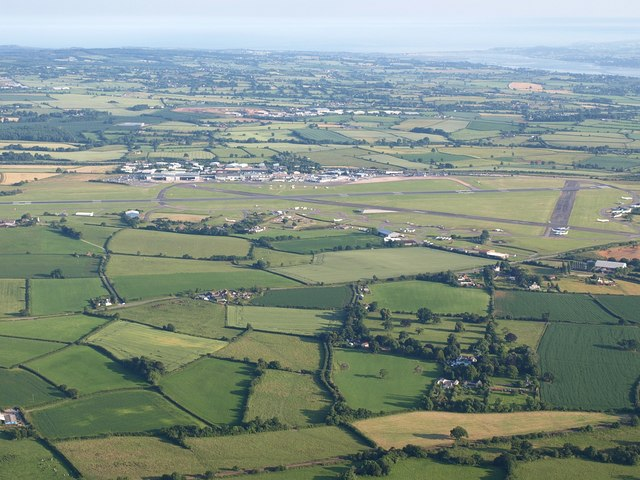
航空写真

エクセター空港（英: Exeter Airport）、以前はエクセター国際空港と呼ばれていた。イングランド南西のデヴォン州、エクセター市に近いクライスト・ホニートン村にある国際空港である。
エクセターは、一般客の輸送と飛行訓練を許可するCAA公共使用飛行場ライセンス（番号P759）を持っており、英国とヨーロッパ内で定期便と休日チャーター便の両方を運航している。
2007年、空港は初めて年間乗客数100万人を超えたが、その後、低迷し、2018年に93万1000人に回復した。
2019年には、ライアンエアーが新規路線を開設したこともあり、乗客数は再び100万人を超えた。しかし、2020年3月5日、空港の旅客輸送量の80％以上を占めるFlybeが破産したため、2020年は旅客数が急激に減少する可能性がある。

## ロケーション
エクセター空港は、エクセターの東6.4 km（4マイル）に位置する。ロンドンからの距離は約270 km（170マイル）である。空港の南には、東からアクセスできる道路A30と、西に2.4 km（1.5マイル）離れたM5で接続されている。M5は、ブリストルとミッドランドへ連絡している。空港に鉄道は繋がっていない。最も近いクランブルック駅（英語: Cranbrook railway station (Devon)）は、3.5 km（2.2マイル）の距離にある。エクセターセントデイビッド駅へはバスが運行している。

## 統計

### 利用者数
元のウィキデータクエリを参照してください.

航空旅客数で最も混雑する25のルートを以下に示す。2020年3月の時点で、Flybeによって運営されていた多くのルートは運営されていない。
| 順位 | 空港                                       | 旅客数  | 前年比 2017/18 |
| ---- | ------------------------------------------ | ------- | -------------- |
| 1    | マンチェスター空港                         | 129,947 | 0.4%           |
| 2    | アムステルダム空港                         | 52,725  | 17.8%          |
| 3    | パルマ・デ・マヨルカ空港                   | 51,719  | 9.2%           |
| 4    | パリ＝シャルル・ド・ゴール空港             | 50,016  | 16.5%          |
| 5    | エディンバラ空港                           | 48,076  | 1.0%           |
| 6    | ニューカッスル国際空港                     | 45,493  | 6.5%           |
| 7    | ジャージー空港                             | 41,240  | 3.4%           |
| 8    | グラスゴー国際空港                         | 39,905  | 2.9%           |
| 9    | テネリフェ・スール空港                     | 38,877  | 0.0%           |
| 10   | ロンドン・シティ空港                       | 38,103  | 13.3%          |
| 11   | アリカンテ＝エルチェ空港                   | 37,380  | 7.5%           |
| 12   | ランサローテ空港                           | 36,955  | 0.3%           |
| 13   | ジョージ・ベスト・ベルファスト・シティ空港 | 36,722  | 1.3%           |
| 14   | マラガ＝コスタ・デル・ソル空港             | 35,957  | 5.2%           |
| 15   | ダブリン空港                               | 35,587  | 6.5%           |
| 16   | ノリッジ空港                               | 30,761  | 12.6%          |
| 17   | ガーンジー空港                             | 29,722  | 5.1%           |
| 18   | ファロ空港                                 | 23,685  | 3.6%           |
| 19   | グラン・カナリア空港                       | 18,824  | 3.0%           |
| 20   | メノルカ空港                               | 15,684  | 8.0%           |
| 21   | セント・メアリーズ空港                     | 13,445  | 2.9%           |
| 22   | パフォス国際空港                           | 12,055  | 2.6%           |
| 23   | ダラマン空港                               | 11,640  | 97.4%          |
| 24   | ラルナカ国際空港                           | 10,631  | 0.2%           |
| 25   | コルフ国際空港                             | 9,259   | 3.6%           |